# دان ماكي
دان ماكي (مواليد 16 يونيو 1951) هو سياسي ورجل أعمال أمريكي يشغل منصب حاكم ولاية رود آيلاند منذ مارس 2021.